# Phyllophaga nogueirana
Phyllophaga nogueirana är en skalbaggsart som beskrevs av Moron 2002. Phyllophaga nogueirana ingår i släktet Phyllophaga och familjen Melolonthidae. Inga underarter finns listade i Catalogue of Life.